# Хърст Комюникейшънс
Hearst Communications Inc. (обикновено само Hearst, произн. Хърст) е частна американска компания, основана през 1887 г. със седалище в Хърст Тауър в Ню Йорк. Hearst е медиен конгломерат, който притежава списания, вестници, телевизионни продукции и телевизионни мрежи, както и интернет услуги и недвижими имоти. Компанията е основана от Уилям Рандолф Хърст, най-известен с използването на жълта журналистика. Семейство Хърст продължава да участва в притежанието и управлението на компанията. Hearst има също интереси в сферата на деловата информация, в частност притежава 100% от компанията Fitch Ratings от 2018 г.

## История
На 4 март 1887 г. сенаторът Джордж Хърст, натрупал голямо състояние в минната индустрия, дава на сина си Уилям Рандолф Хърст вестника San Francisco Examiner.
Хърст, тогава на 23 години, изразходва повече от 8 милиона долара от парите на семейството си, за да превърне вестника в един от най-успешните в страната чрез закупуване на най-съвременна технология за печат и наемане на най-добрите журналисти, които може да намери.
През 1895 г., с финансовата подкрепа на майка си, Хърст купува фалиращия всекидневник New York Journal. Вестникът, подобно на Examiner, също става успешен. Вестникът е дългогодишен съперник по тираж на вестника New York World на Джоузеф Пулицър. Освен всичко друго, New York Journal революционизира таблоидния формат.
Вестниците на Hearst донасят на пазара иновации като цветни комикси и полутонови изображения. В началото на XX век Хърст започва да купува добре известни списания като Cosmopolitan (1903) и Good Housekeeping (1911).
Хърст разширява своите вестници в голяма верига и основава, наред с други, Los Angeles Examiner и Boston American. В своя пик през 20-те и 30-те години на миналия век империята на Хърст включва близо 30 вестника в 18 големи града на САЩ.
Голямата депресия създава финансови затруднения на Хърст. Той трябва да продаде някои вестници и превръща много от сутрешните си вестници в обедни.
През 1948 г. Хърст става собственик на WBAL-TV в Балтимор, една от първите американски телевизионни станции.

## Активи на фирмата
Някои от активите на Hearst Communications Inc. (към 2017 г.):
Списания
- Cosmopolitan
- Country Living
- Esquire
- Good Housekeeping
- Harper's Bazaar
- House Beautiful
- Marie Claire
- O, The Oprah Magazine
- Popular Mechanics
- Redbook
- Seventeen
- Town & Country
- Veranda
- Nat Mags

Вестници
- Beaumont Enterprise (Тексас)
- Connecticut Post (Кънектикът)
- Edwardsville Intelligencer (Илинойс)
- Greenwich Time (Кънектикът)
- Houston Chronicle (Тексас)
- Huron Daily Tribune (Мичиган)
- Laredo Morning Times (Тексас)
- Midland Daily News (Мичиган)
- Midland Reporter-Telegram (Тексас)
- The News-Times (Коннектикут)
- Plainview Daily Herald (Тексас)
- San Antonio Express-News (Тексас)
- San Francisco Chronicle (Калифорния)
- seattlepi.com, бивше издание Seattle Post-Intelligencer (Вашингтон)
- Times Union (Ню Йорк)
- The Advocate (Stamford) (Кънектикът)

Седмични вестници
- Advertiser North (Ню Йорк)
- Advertiser South (Ню Йорк)
- Ballston Spa Pennysaver (Ню Йорк)
- Bulverde Community News (Тексас)
- Business Express (Тексас)
- Canyon News (Тексас)
- Clifton Park North Pennysaver (Ню Йорк)
- Clifton Park South Pennysaver (Ню Йорк)
- Conexión (Тексас)
- Darien News (Кънектикът)
- Fairfield Citizen (Кънектикът)
- Fort Sam Houston News Leader (Тексас)
- Greenwich Citizen (Кънектикът)
- Hardin County News (Тексас)
- Jasper Newsboy (Тексас)
- Kelly USA Observer (Тексас)
- La Voz (Тексас)
- Lackland Talespinner (Тексас)
- Latham Pennysaver (Ню Йорк)
- Marlette Leader (Мичиган)
- Medical Patriot (Тексас)
- Muleshoe Journal (Тексас)
- Neighborhood News (Тексас)
- New Canaan News (Кънектикът)
- New Milford Spectrum (Кънектикът)
- North Central News (Тексас)
- Northwest Weekly (Тексас)
- Norwalk Citizen (Кънектикът)
- Our People (Тексас)
- Pennysaver News (Ню Йорк)
- Randolph Wingspread (Тексас)
- Southside Reporter (Тексас)
- Spa City Moneysaver (Ню Йорк)
- Northeast Herald (Тексас)
- The Weekly (Ню Йорк)
- The Zapata Times (Тексас)
- Vassar Pioneer Times (Мичиган)
- Westport News (Кънектикът)

Телевизии, в т.ч. кабелни
- A&E Television Networks (съвместно с The Walt Disney Company)
- ESPN (част в размер 20%; съвместно с Disney)
- Hearst Television Inc. (35 телевизионни канала и 2 радиостанции)

Интернет активи
- 1UP.com
- GameTab.com
- GameVideos.com
- MyCheats.com
- UGO
- Answerology
- Kaboodle
- eCrush
- RealAge
- Delish.com
- RealBeauty.com

Други
- Fitch Ratings – международна рейтингова агенция
- First Databank – база данни за лекарства и медицинско оборудване